# Přežili jsme Ardeny
Přežili jsme Ardeny je americký film z roku 2004. Vypráví o osudu vojáků americké armády, kteří přežili Malmédský masakr (incident ze 17. prosince 1944, při němž Němci popravili velké množství neozbrojených amerických zajatců).

## Nástin děje
Tito vojáci mají důležité informace a rozhodnou se doručit je spojeneckým vojskům na frontu. Ta je však vzdálená přes třicet kilometrů. Vojáci mají k dispozici pouze jednu pušku; musejí se vyhýbat všudypřítomným německým jednotkám a prodírat se mrazivými ardenskými lesy. Kromě těchto překážek se musejí potýkat také sami se sebou a s postupně vzrůstajícím psychickým napětím.